# Benchmark Capital
Benchmark Capital ist eine 1995 gegründete Risikokapital-Beteiligungsgesellschaft mit Sitz in Menlo Park und San Francisco, Bundesstaat Kalifornien, USA.
1997 investierte das Unternehmen 6,7 Millionen US-Dollar in das Auktionshaus eBay, welches zum besten Investment in der Silicon Valley-Geschichte wurde. Zwei Jahre später waren diese Anteile fünf Milliarden US-Dollar wert.
Das Unternehmen verwaltet etwa drei Milliarden US-Dollar. Das Portfolio umfasst Early-Stage-Beteiligungen an über 250 Firmen, darunter AOL, ResearchGate, Asana, Uber, Dropbox, eBay, Facebook, Instagram, MySQL, HP Palm, Quora, Linden Lab und Twitter.

## Geschäftsführer
Die aktuellen Managing Partner sind Matt Cohler, Bruce Dunlevie, Peter Fenton, Bill Gurley, Kevin Harvey, und Mitch Lasky.